# QuickBASIC
Microsoft QuickBASIC (spesso abbreviato in QB) è un BASIC sviluppato dalla Microsoft per i sistemi MS-DOS. È basato su GW-BASIC ma aggiunge tipi definiti dall'utente, strutture avanzate, una grafica migliore, un supporto al disco avanzato e un compilatore.
La prima versione del QuickBASIC uscì il 18 agosto 1985 su un unico disco floppy 5.25". QuickBASIC era fornito di un editor di testo nel quale gli utenti potevano inserire e rimuovere linee e non erano più richiesti i numeri di riga.
"PC BASIC Compiler" serviva a compilare programmi BASIC in eseguibili DOS. Dalla versione 4.0 l'editor comprende un interprete incluso che permetteva di eseguire programmi senza uscire al DOS. Questo era utilizzato per fare il debug ai programmi. Comunque c'erano piccole, ma importanti, differenze d'esecuzione se il programma era interpretato o compilato.
L'ultima versione fu la 4.5 del 1988. Il successore, Microsoft Basic Professional Development System (PDS), continuò invece fino alla versione 7.1 (giugno 1990). La versione PDS fu chiamata QuickBASIC Extended (QBX). Il successore del PDS fu Visual Basic per MS-DOS 1.0, nelle versioni Standard e Professional. Dopo la 1.0 non ci fu più il supporto al DOS, ma solo per Windows.
Una versione ridotta del QuickBASIC 4.5, chiamata QBasic, era incluso nel MS-DOS 5 e successive, sostituendo il GW-BASIC. QBasic era limitato al solo interprete, mancava di alcune funzioni, poteva eseguire programmi fino ad una certa dimensione e non aveva il supporto ai moduli.